# Catedral de Puerto Montt
La Catedral de Puerto Montt es una iglesia catedralicia chilena de culto católico dedicada a la Virgen María bajo la advocación de Nuestra Señora del Carmen. Se encuentra ubicada frente a la Plaza de Armas de Puerto Montt, y es la sede del arzobispo de la Arquidiócesis de Puerto Montt.
Cuando fue trazada la ciudad de Puerto Montt por Vicente Pérez Rosales, logró que un terreno en frente de la plaza fuera destinado a levantar una iglesia, que fue bendecida como parroquia en 1892. Con la creación de la Diócesis de Puerto Montt en el año 1939 por el Papa Pío XII fue elevada a catedral. Fue reparada en el año 1941 y luego en los años 1960, debido a los daños provocados por el terremoto de 1960. En 1975 se restauró su interior, y tuvo su última intervención el año 2002.
Su frontis presenta cuatro columnas dóricas que se asemejan al Partenón. Su estructura principal está compuesto por maderas nativas que conforman un sistema planar de vigas que descansan sobre 12 columnas de madera de alerce.